# Chronisches Schmerzsyndrom
Der Begriff chronisches Schmerzsyndrom bzw. chronische Schmerzkrankheit beschreibt ein Krankheitsbild, bei dem der Schmerz seine eigentliche Funktion als Warn- und Leithinweis verliert und einen selbständigen Krankheitswert erhält. Mit einem Anteil von ca. 33 % machen Schmerzen aufgrund von Fehlbelastungen des Bewegungs- und Stützapparates den größten Anteil aller Schmerzsyndrome aus. 
Im alltäglichen Sprachgebrauch wird verkürzt von chronischen Schmerzen gesprochen.
Unter Berücksichtigung der zeitlichen Dimension ist davon auszugehen, dass ein chronisches Schmerzsyndrom entsteht, wenn Schmerzen länger als sechs Monate (nach ICD11: länger als drei bis sechs Monate) bestehen. Alternativ wird chronischer Schmerz gelegentlich ohne konkreten Zeitrahmen definiert als Schmerz, der über die zu erwartende Zeitdauer zur Heilung anhält.
In Deutschland wurde 1996 die qualifizierte Behandlung einer chronischen Schmerzkrankheit nach Verhandlungen zwischen der kassenärztlichen Bundesvereinigung und Spitzenverbänden der Ersatzkassen erstmals verrechenbar. Die Zahl der Betroffenen wird in Deutschland auf 8 bis 10 Millionen geschätzt.

## ICD-Schlüssel
Problematisch ist, dass Schmerzstörungen häufig entweder körperlichen Ursachen (ICD Kapitel M und R) oder psychischen Ursachen zugeschrieben wurden. Die Klassifikation nach dieser Unterscheidung war schwierig und auch nicht immer eindeutig möglich, so kann akuter Schmerz durch einen Bandscheibenvorfall körperlich bedingt sein, während die Schmerzchronifizierung durch psychosoziale Faktoren verursacht wird. 2009 wurde in der deutschen Ausgabe des ICD-10 die Diagnose F45.41 Chronische Schmerzstörung mit somatischen und psychischen Faktoren eingeführt, mit der wissenschaftliche Erkenntnisse über die vielfältigen Ursachen chronischer Schmerzen nicht nur auf körperlicher, sondern auch auf psychischer Ebene abgebildet werden können. Unter F45.41 heißt es: „Psychischen Faktoren wird eine wichtige Rolle für Schweregrad, Exazerbation oder Aufrechterhaltung der Schmerzen beigemessen, jedoch nicht die ursächliche Rolle für deren Beginn.“ Unter F45.40 heißt es hingegen: „Er tritt in Verbindung mit emotionalen Konflikten oder psychosozialen Belastungen auf, denen die Hauptrolle für Beginn, Schweregrad, Exazerbation oder Aufrechterhaltung der Schmerzen zukommt.“ Bei der Kodierung F45.40 wird also psychischen Faktoren die Hauptrolle für den Beginn zugeschrieben, bei 45.41 jedoch nicht. In der Praxis sei diese Unterscheidung jedoch häufig schwierig zu treffen.
Siehe auch: Somatoforme Schmerzstörung

## Formen

### Gesondert hervorgehobene Schmerzsyndrome
- genitales Schmerzsyndrom
- komplexes regionales Schmerzsyndrom (CRPS)
- femoropatellares Schmerzsyndrom
- myofasziales Schmerzsyndrom
- Fibromyalgie
- Schmerz als Begleitsymptom einer Gewebeschädigung oder -erkrankung (neuropathischer Schmerz)
  - Arthrose,
  - Nervenläsion
  - Thalamusschmerz,
  - Stumpf- und Phantomschmerz
- Schmerz bei Gewebeschädigung/-erkrankung mit psychischer Komorbidität[6]

### Schmerz als Leitsymptom einer psychischen Erkrankung
Chronische Schmerzen können auch als Symptom einer primären psychischen Erkrankung auftreten. In dem Fall ist eine entsprechende Kodierung als Begleitsymptom angebracht.
- Gewebeschädigung bei psychischer Vorerkrankung
- Schmerz im Rahmen einer depressiven Störung
- Schmerz im Rahmen einer psychoreaktiven Störung je nach Ursache und Ausprägung
- Schmerz im Rahmen einer Angst- oder Panikstörung
- Schmerz bei im Vordergrund stehenden psychosozialen Faktoren
- Schmerz in Verbindung mit psychotropen Substanzen
- Schmerz bei anderen psychischen Erkrankungen[6]

## Begutachtung
Die Deutsche Gesellschaft für Neurologie (DGN) und die Deutsche Gesellschaft für Neurowissenschaftliche Begutachtung hat eine S2k-Leitlinie für die ärztliche Begutachtung von Menschen mit chronischen Schmerzen entwickelt, die medizinischen Sachverständigen als Grundlage dient.
In der Zusammenarbeit zwischen Gutachtern verschiedener Fachdisziplinen sollen qualitätssichernde Maßnahmen für die Gutachtenerstellung und Grundlagen für einheitliche Einschätzungen schmerzkranker Menschen im Zivil-, allgemeinen Verwaltungs- und Sozialrecht ermöglicht werden.
In der gutachtlichen Situation sind vereinfacht 3 Kategorien von Schmerzen zu unterscheiden:
- Schmerz als Begleitsymptom einer körperlichen Störung mit den Untergruppen
  - „Übliche Schmerzen“ als Begleitsymptom einer körperlich fassbaren Erkrankung bzw. einer Nervenschädigung.
  - „Außergewöhnliche Schmerzen“ z. B.
    - bei Stumpf- und Phantomschmerzen oder
    - im Rahmen eines „komplexen regionalen Schmerzsyndroms“ (CRPS).
- Körperlich zum Teil erklärbare Schmerzen mit psychischer Komorbidität als zahlenmäßig größte zur Begutachtung kommende Gruppe.
- Schmerz als Ausdruck einer primären psychischen Erkrankung insbesondere im Rahmen depressiver Störungen.

## Behandlung
Bei chronischen Schmerzen, vor allem bei chronischen Rückenschmerzen, ist neben der sehr effizienten und unmittelbar ursachenbezogenen Physiotherapie auch die sowohl ressourcen- als auch zeitintensivere multimodale Schmerztherapie heute ein zunehmend von den privaten und gesetzlichen Krankenkassen anerkanntes Behandlungsverfahren. Dabei werden unter anderem die Bausteine medizinische Therapie, umfassende Information und Schulung des Patienten, körperliche Aktivierung, Psycho- und Verhaltens- und Ergotherapie miteinander kombiniert. Neben ärztlichen Schmerzspezialisten arbeiten bei der Behandlung auch psychologische Schmerztherapeuten, speziell geschulte Physiotherapeuten, das Pflegepersonal, Sozialarbeiter, Kunst- oder Musiktherapeuten fachübergreifend zusammen, um chronische Schmerzen zu lindern bzw. die Lebensqualität der chronischen Schmerzpatienten zu steigern.

### Verhaltenstherapie
Vlaeyen und Linton habe speziell für muskuloskelettale Schmerzen das Angst-Vermeidungsmodell (fear-avoidance model) entwickelt, nach dem akuter Schmerz katastrophisierend interpretiert wird, weshalb es zu Angst vor Schmerz komme. Aus Angst resultiere Flucht- und Vermeidungsverhalten, wie Ausruhen oder Unterlassen von körperlicher Aktivität, weil von der Fehlannahme ausgegangen würde, dass Ausruhen Schmerz lindert. Schonverhalten führe zwar kurzfristig zu einer Schmerzlinderung, aber langfristig zu Beeinträchtigungen in allen Lebensbereichen, was sekundär zu einer depressiven Entwicklung beitragen kann (Verstärkerverlust). Zu erleben, dass keine Besserung eintritt, könne nach dem Modell der erlernten Hilflosigkeit ebenfalls zu einer depressiven Entwicklung beitragen.
Die kurzfristige Schmerzlinderung durch Schonverhalten führe aber zu einer negativen Verstärkung des dysfunktionalen Verhaltens (operantes Schmerzmodell von Fordyce). Bei der Einnahme von Medikamenten in Abhängigkeit von der Schmerzstärke (schmerzkontingent) kann es ebenfalls zu einer negativen Verstärkung kommen, weshalb die Einnahme in regelmäßigen Zeitabständen (zeitkontingent) empfohlen wird. Dabei gilt es zu berücksichtigen, dass die schmerzkontingente Einnahme nur bei akutem, aber nicht bei chronischem Schmerz sinnvoll ist.
Hinzu komme eine Hypervigilanz gegenüber möglicherweise schmerzhaften Reizen, was entsprechend der Gate-Control-Theory eher zu einer verstärkten Wahrnehmung von Schmerzen führe. Die Gate-Control-Theory besagt, dass Schmerzimpulse aus der Peripherie durch absteigende schmerzdämpfende Impulse vom Gehirn moduliert werden. Der Einsatz von Entspannungsverfahren hat sich einerseits zur Verminderung des allgemeinen Spannungsniveaus und zur Aufmerksamkeitsumlenkung bewährt.
Schmerz könne auch dadurch aufrechterhalten werden, dass dadurch konfliktbehaftete Beziehungen stabilisiert werden, Konflikten aus dem Weg gegangen werden kann oder Zuwendung erfahren wird. Sollte dies der Fall sein, könnte es sinnvoll sein, Selbstsicherheits- und Kommunikationstrainings in die Therapie zu integrieren.
Zusammenfassend kommen also folgende verhaltenstherapeutischen Strategien in Frage:
- Kognitive Umstrukturierung von dysfunktionalen Überzeugungen wie: „Schonung reduziert Schmerz“, oder „körperliche Aktivität verstärkt Schmerz.“
- Aufbau von körperlicher Aktivität unter Beachtung angemessener Leistungsgrenzen
- Zeitkontingente Einnahme von Medikamenten bei chronischem Schmerz
- Entspannungstraining
- Erkennen und Modifikation von schmerzauslösenden Stressoren (beispielsweise bei Migräne)
- Unter Umständen soziales Kompetenztraining